# 深圳北理莫斯科大学

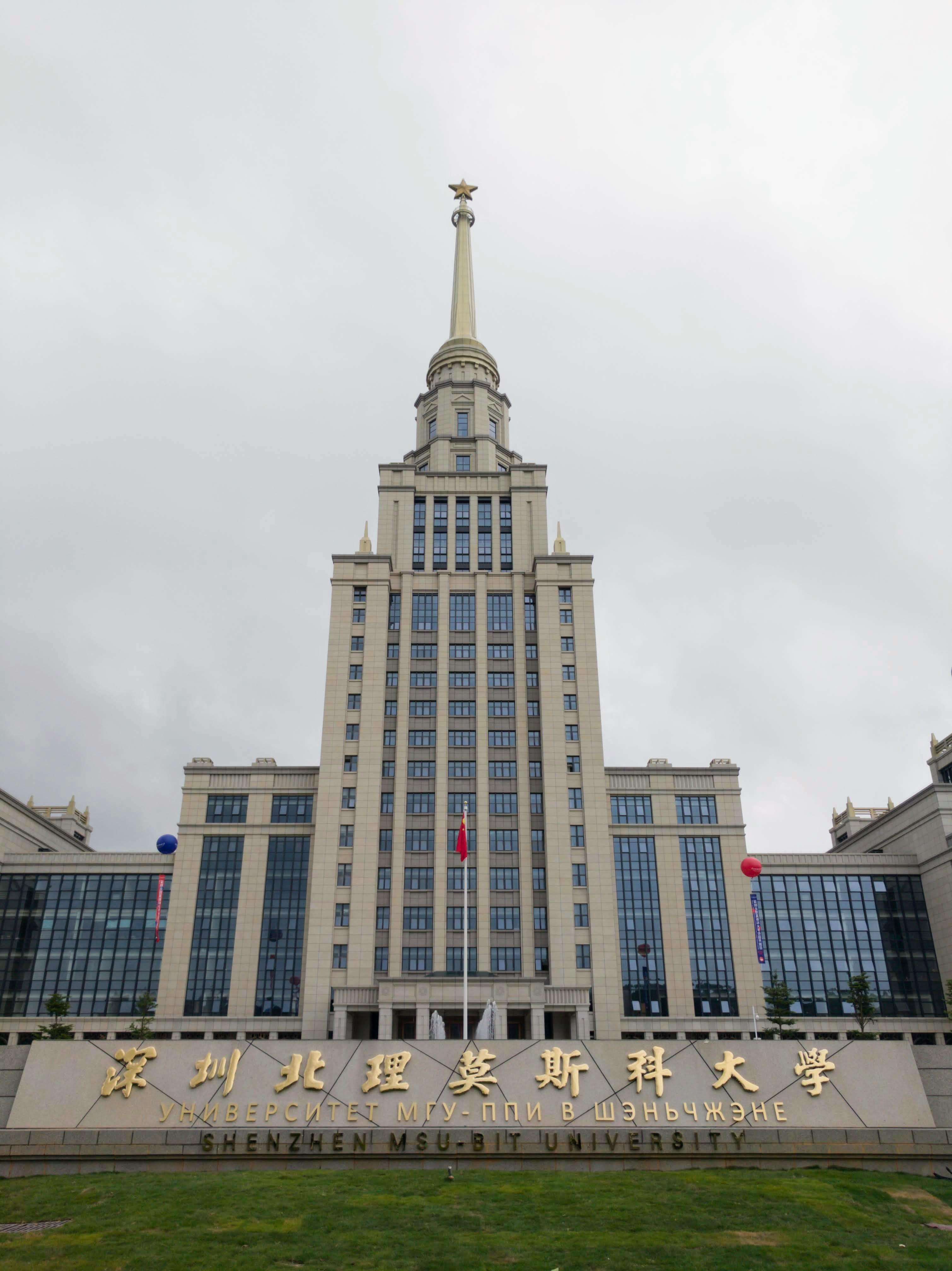
大学大门

深圳北理莫斯科大学（俄语：Университет МГУ-ППИ в Шэньчжэне），简称深北莫，位于中华人民共和国广东省深圳市龙岗区，2017年正式招生，是深圳市人民政府、北京理工大学和莫斯科国立罗蒙诺索夫大学合作设立，由深圳市人民政府投资建设，具有独立法人资格的公办高等教育机构，是中俄两国高校合作举办的第一所合作大学。

## 历史沿革
2014年，5月20日，中俄双方在上海共同签署了关于北京理工大学与莫斯科国立罗蒙诺索夫大学合作举办“中俄大学”的谅解备忘录。
2015年，2月27日，俄罗斯国家杜马通过《关于对“莫斯科大学和圣彼得堡大学法”第4条进行修正的联邦法律》修正案，明确莫斯科大学有权在其境外教育机构中实施高等教育计划，并给达到毕业标准的学生颁发莫斯科大学的毕业证书。3月9日，修正案由普京签署颁布生效。8月31日，中国教育部正式批准筹设深圳北理莫斯科大学。
2016年，5月6日，深圳北理莫斯科大学永久校区奠基仪式在深圳市龙岗区大运城举行，对外披露将于当年开始招生，因故推迟至次年；10月27日，中国教育部批准设立深圳北理莫斯科大学。
2017年，深圳北理莫斯科大学录取115名中国籍本科新生，理科90人、文科25人。
2019年，7月23日，深圳北理莫斯科大学整体入驻深圳国际大学园新校区。
2020年，5月9日，北京理工大学党委常委、副校长李和章教授出任深圳北理莫斯科大学第二任校长；11月，成立计算数学与控制联合研究中心（MSU-BIT-SMBU CMC）。
2021年，6月26日，深圳北理莫斯科大学首届100名本科生毕业；9月，开始每年承办深圳文博会的分会场。
2024年，首次通過港澳台聯招考試，招收港澳台學生。12月31日，入选硕士学位授予立项建设单位。

## 管理机构

### 董事会
| 姓名                               | 职位         | 现任职务                                                         |
| ---------------------------------- | ------------ | ---------------------------------------------------------------- |
| 斯捷潘·尼古拉耶维奇·卡尔梅科夫     | 董事会主席   | 俄罗斯科学院副院长、俄罗斯科学院院士、莫斯科大学化学系教授       |
| 邹美帅                             | 董事会副主席 | 北京理工大学党委常委、副校长；北京理工大学珠海校区党委书记、校长 |
| 朱迪俭                             | 董事会副主席 |                                                                  |
| 米哈伊尔·彼得罗维奇·基尔皮奇尼科夫 | 董事         | 莫斯科大学生物系主任、俄罗斯科学院院士                           |
| 伊戈尔·阿纳托利耶维奇·索科洛夫     | 董事         | 莫斯科大学计算数学与控制系主任、俄罗斯科学院院士                 |
| 李和章                             | 董事         | 深圳北理莫斯科大学校长、党委副书记                               |
| 陈超峰                             | 董事         | 深圳北理莫斯科大学党委副书记、纪委书记                           |

### 历任校长
| 姓名               | 任期                  | 备注                                 |
| ------------------ | --------------------- | ------------------------------------ |
| 赵平               | 2016年3月至2018年10月 | 曾任深圳北理莫斯科大学筹备办公室主任 |
| 唐水源（代理校长） | 2018年10月至2020年5月 |                                      |
| 李和章             | 2020年5月             |                                      |

## 教学

### 招生专业
经中华人民共和国教育部批准，深圳北理莫斯科大学开展本科学历教育、外国硕士学位教育及博士学位教育。
截至2024年，深圳北理莫斯科大学已开设16个本科专业，与莫斯科大学联合在12个硕士专业方向开展硕士研究生培养，在6个学科11个方向开展博士研究生培养。
| 本科专业名称               | 学籍                                                              | 学历学位                                                                          |
| -------------------------- | ----------------------------------------------------------------- | --------------------------------------------------------------------------------- |
| 数学与应用数学             | 莫斯科大学学籍 深圳北理莫斯科大学学籍                             | 莫斯科大学毕业（含学位）证书 深圳北理莫斯科大学学历学位证书                       |
| 信息与计算科学             | 莫斯科大学学籍 深圳北理莫斯科大学学籍                             | 莫斯科大学毕业（含学位）证书 深圳北理莫斯科大学学历学位证书                       |
| 数理基础科学（基础数学）   | 莫斯科大学学籍 深圳北理莫斯科大学学籍                             | 莫斯科大学毕业（含学位）证书 深圳北理莫斯科大学学历学位证书                       |
| 数理基础科学（基础物理学） | 莫斯科大学学籍 深圳北理莫斯科大学学籍                             | 莫斯科大学毕业（含学位）证书 深圳北理莫斯科大学学历学位证书                       |
| 生物科学（俄语授课）       | 莫斯科大学学籍 深圳北理莫斯科大学学籍                             | 莫斯科大学毕业（含学位）证书 深圳北理莫斯科大学学历学位证书                       |
| 生物科学（英语授课）       | 莫斯科大学学籍 深圳北理莫斯科大学学籍                             | 莫斯科大学毕业（含学位）证书 深圳北理莫斯科大学学历学位证书                       |
| 材料科学与工程             | 莫斯科大学学籍 深圳北理莫斯科大学学籍                             | 莫斯科大学毕业（含学位）证书 深圳北理莫斯科大学学历学位证书                       |
| 经济学                     | 莫斯科大学学籍 深圳北理莫斯科大学学籍                             | 莫斯科大学毕业（含学位）证书 深圳北理莫斯科大学学历学位证书                       |
| 化学                       | 莫斯科大学学籍 深圳北理莫斯科大学学籍                             | 莫斯科大学毕业（含学位）证书 深圳北理莫斯科大学学历学位证书                       |
| 俄语                       | 莫斯科大学学籍 深圳北理莫斯科大学学籍                             | 莫斯科大学毕业（含学位）证书 深圳北理莫斯科大学学历学位证书                       |
| 管理科学                   | 莫斯科大学学籍 深圳北理莫斯科大学学籍                             | 莫斯科大学毕业（含学位）证书 深圳北理莫斯科大学学历学位证书                       |
| 国际经济与贸易             | 深圳北理莫斯科大学学籍                                            | 深圳北理莫斯科大学学历学位证书                                                    |
| 电子与计算机工程           | 深圳北理莫斯科大学学籍                                            | 深圳北理莫斯科大学学历学位证书                                                    |
| 智能感知工程               | 深圳北理莫斯科大学学籍                                            | 深圳北理莫斯科大学学历学位证书                                                    |
| 金融科技                   | 深圳北理莫斯科大学学籍                                            | 深圳北理莫斯科大学学历学位证书                                                    |
| 舞蹈教育                   | 深圳北理莫斯科大学学籍 莫斯科大学学籍（若参加并通过学籍注册考试） | 深圳北理莫斯科大学学历学位证书 莫斯科大学毕业（含学位）证书（符合莫斯科大学规定） |
| 绘画                       | 深圳北理莫斯科大学学籍 莫斯科大学学籍（若参加并通过学籍注册考试） | 深圳北理莫斯科大学学历学位证书 莫斯科大学毕业（含学位）证书（符合莫斯科大学规定） |

### 教学语言
深圳北理莫斯科大学的教学语言为中文、英文、俄文。俄语零基础的新生会在入学前先修语言。深圳北理莫斯科大学50%以上的教师来自于莫斯科大学，北京理工大学教授也参与教学科研活动。

### 排名声誉
在2024年软科中国合作办学大学排名，学校位列全国第6名。

## 校园

### 过渡校区
永久校区建设期间，深圳北理莫斯科大学使用了深圳市体育学校的楼宇作为过渡校区进行教学。

### 永久校区

永久校区全景

永久校区于2019年7月启用，位于深圳市龙岗区国际大学园路1号，占地面积达33.37万平方米，建设校舍21栋，总建筑面积约30万平方米，由深圳市人民政府投资20.43亿元兴建。2021年12月，深圳北理莫斯科大学永久校区获得中国建设工程鲁班奖。
校园整体分为行政教学区域、生活运动区和山水景观区等三个区域，配有主楼、3栋教学楼、2栋实验楼、6栋学生宿舍，并建有标准400米跑道及田径赛场、标准室内游泳池、室内外篮球场、图书馆、学生活动中心等楼宇，可容纳5000名学生学习生活。
其中，深圳北理莫斯科大学主楼为该校标志性建筑，造型与莫斯科大学主楼相似。主楼塔尖的“深北莫之星”是该校最高点，距离地面156.4米，“深北莫之星”相关建造技术获得3项中华人民共和国实用新型专利。

## 附属机构

### 附属基础教育集团
- 附属实验中学：即深圳市第三十三高级中学，为深圳市教育局直属高中，位于龙岗区园山街道。2023年首届学生在深圳北理莫斯科大学校园就读[15]。校园将于2024年7月建成。
- 附属龙岗园山学校：即龙岗区保安学校，位于龙岗区园山街道，创办于1989年9月。2024年7月加入集团。
- 附属美术中学：即深圳市美术学校，位于罗湖区的公办职业高中，由深北莫与罗湖区于2023年5月签约合作举办，于2024年9月迁入新校区。
- 附属布心中学：即深圳市布心中学，位于罗湖区东湖路，创办于1989年9月，初级中学，拥有36个班级。2024年11月加入集团。
- 附属光明凤凰城实验学校：2025年7月8日揭牌。
- 葵涌中学：位于深圳市大鹏新区。
- 葵涌中心小学：位于深圳市大鹏新区。
- 葵涌第二小学：位于深圳市大鹏新区。
- 溪涌小学：位于深圳市大鹏新区。

- 深圳北理莫斯科大学托育中心：位于大学校园内，是中国内地首家由高校举办的中、英、俄三语托育中心，2023年6月成立。[16]